# Wielordzenność
Wielordzenność – wada drewna z grupy wad budowy, polegająca na występowaniu na przekroju poprzecznym drewna dwóch lub więcej rdzeni.
Wielordzenność występuje często łącznie ze spłaszczeniem i zakorkiem. Rdzenie otoczone są wspólnymi słojami, oraz słojami indywidualnymi każdego rdzenia. Często najmłodsze słoje obu rdzeni (widoczne na przekroju poprzecznym) oddzielone są warstwą kory, wrośniętej w pień tworząc zakorek.

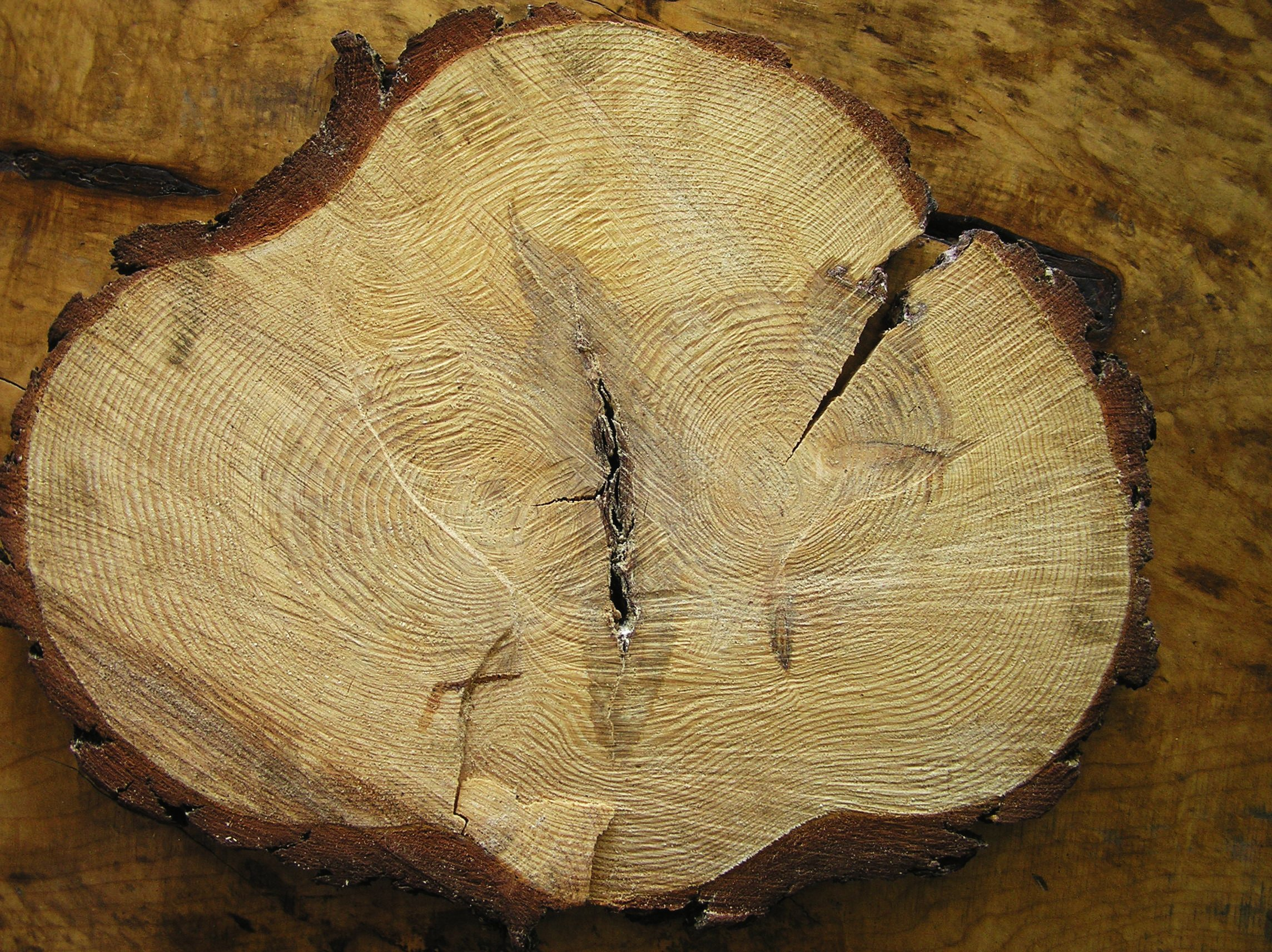
Przykładowa dwurdzenność z zakorkiem na sośnie pospolitej
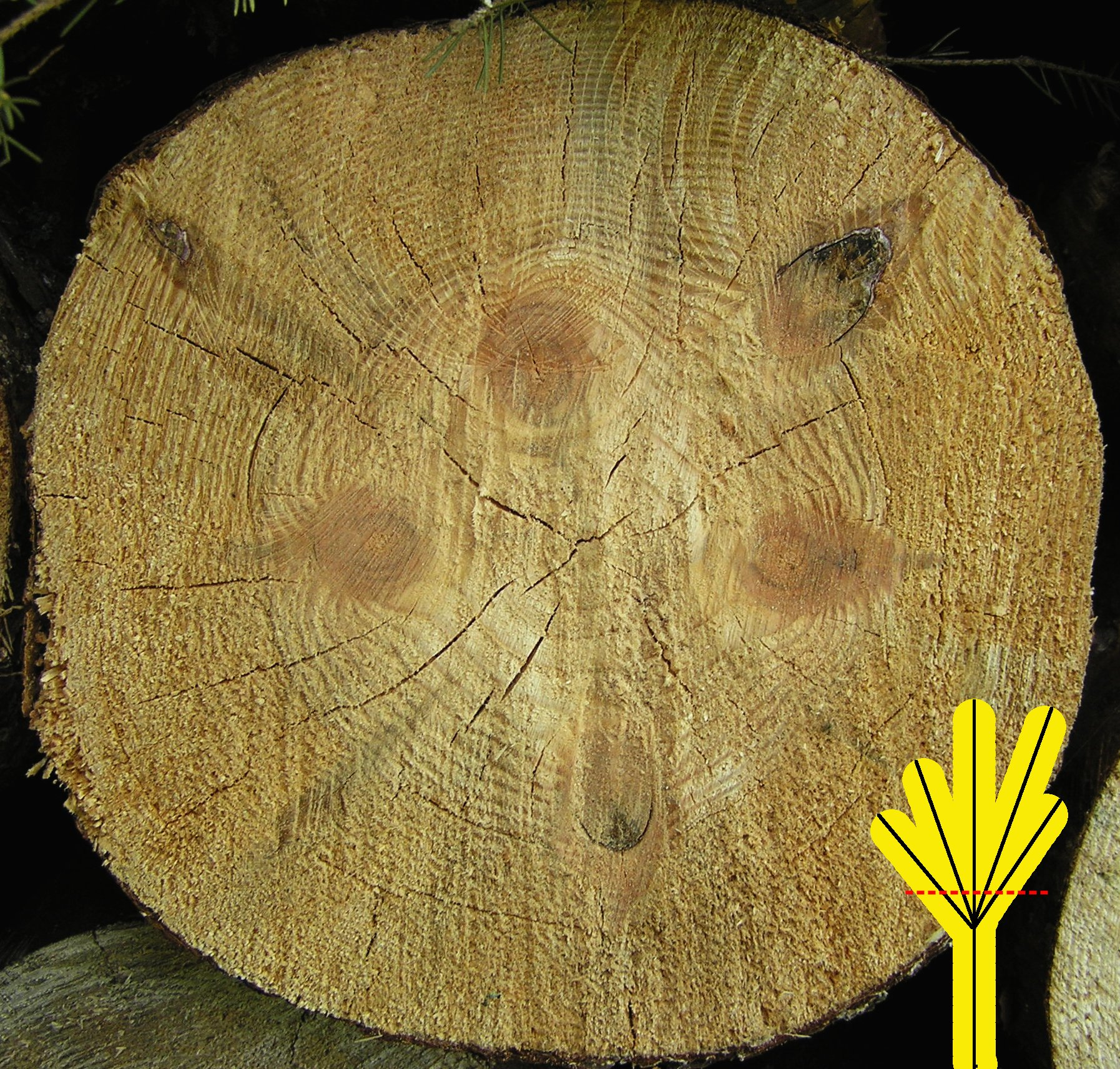
Pozorna wielordzenność – na przecięciu pnia, powyżej okółka, na sośnie pospolitej